# En Beau té por
En Beau té por (títol original en anglès, Beau Is Afraid) és una pel·lícula de terror traficòmic surrealista del 2023 escrita, dirigida i coproduïda per Ari Aster. La pel·lícula és protagonitzada per Joaquin Phoenix com el personatge principal i també inclou un repartiment coral secundari format per Patti LuPone, Nathan Lane, Amy Ryan, Kylie Rogers, Parker Posey, Stephen McKinley Henderson, Hayley Squires, Michael Gandolfini, Zoe Lister-Jones, Armenian. Nahapetian i Richard Kind. La seva trama segueix en Beaumentre s'embarca en una odissea surrealista per arribar a casa al funeral de la seva mare, adonant-se de les seves pors més grans al llarg del camí. S'ha subtitulat al català.
Distribuït per A24, En Beau té por es va projectar a l'Alamo Drafthouse Cinema l'1 d'abril de 2023 i es va estrenar en una selecció de cinemes als Estats Units el 14 d'abril de 2023, abans d'una estrena àmplia la setmana següent. La pel·lícula va rebre crítiques generalment positives, però va ser un fracàs de taquilla, ja que només va recaptar 11 milions de dòlars. Phoenix va rebre una nominació al Globus d'Or per la seva interpretació.